# Немцево (Марий Эл)
Немцево (горномар. Немӹцсола) — деревня в Горномарийском районе Марий Эл Российской Федерации. Входит в состав Виловатовского сельского поселения.
Численность населения — 90 чел. (2010 год).

## География
Располагается в 8 км от административного центра сельского поселения — села Виловатово.

## История
Марийское название происходит от «Немыц» — имени первооснователя. Впервые упоминается как околодок Немцов из деревни Юльял Кожважи в 1859 году.

## Население
| 2002 | 2010 |
| ---- | ---- |
| 115  | ↘90  |